# Sexy Parodius
Sexy Parodius è un videogioco sparatutto, il quinto gioco della serie iniziata nel 1988 con Parodius e proseguita con Parodius DA!, Gokujyō Parodius e Jikkyō Oshaberi Parodius.
Il gioco è stato pubblicato come arcade nelle sale giochi giapponesi nel 1996, per essere poi convertito su piattaforma Saturn, PlayStation e altre console. Il gioco non è mai stato ufficialmente venduto o distribuito in Occidente.
Il motivo per cui il gioco è stato denominato "Sexy" è che, molto più che negli altri capitoli, c'è una massiccia presenza di figure femminili spesso poco vestite, sia nelle sequenze d'intermezzo fra una missione e l'altra sia nel gioco vero e proprio.

## Trama
Questo è l'unico fra i giochi della serie che ha una vera e propria trama.
Due fra gli eroi più longevi della serie, Takosuke (il Tako del Parodius originale) e Pentaro, stavolta decidono di non esporsi in prima persona ma di fondare una sorta di agenzia di mercenari, reclutando personaggi dai vari capitoli della serie (più qualche new entry) e mandandoli a compiere varie missioni, a seconda di quanto richiesto dai bizzarri clienti che richiedono l'aiuto dell'agenzia.

## Modalità di gioco
Il cambiamento maggiore rispetto ai titoli precedenti è la possibilità di giocare in due contemporaneamente (come nella versione da sala giochi di Gokujyō Parodius, nota come Fantastic Journey), inoltre se le due navicelle si posizionano abbastanza vicino potranno effettuare un attacco combinato.
Sostanzialmente le missioni sono di due tipi, raccolta di oggetti e eliminazione di obiettivi secondari.
Sebbene esistano otto livelli (più due speciali), non è necessario affrontarli tutti, ma questo dipenderà da come verranno affrontate le varie missioni. Infatti quasi ogni livello per essere completato correttamente non necessita solo di eliminare il boss, ma anche di portare a termine un determinato obiettivo.

## Livelli
Lo schema di questa sezione è il seguente: livello (boss) - obiettivo - descrizione livello.
- 1-Fattoria (pannocchia gigante) - sopravvivere - un idilliaco paesaggio di campagna punteggiato da nemici a forma di pecore, mucche e simili.
- 2-Stabilimento termale femminile (pinguino-gabinetto) - raccogliere 300 monete - una tipica "speed zone" di Gradius con zone subacquee e bolle da evitare.

In caso di successo in questa missione, il prossimo livello, il terzo, sarà quello di seguito segnato come "A"; in caso di fallimento si andrà invece al livello "B".
- A-Palazzo del Drago (donnona Kung Fu) - fare 200 punti colpendo le ragazze - il Palazzo del Drago in stile tipicamente cinese è colmo di ragazze ma anche di draghi volanti. Per ottenere più punti le ragazze vanno colpite due volte.
- B-Castello (Medusa) - eliminare 100 topi - fra topi cavalieri, topi maghi e topi dalla testa gigante.

Superare correttamente una delle due missioni al terzo livello porta al livello "C", in caso contrario al livello "D".
- C-Quartiere a luci rosse (macchina dei pinguini) - liberare 50 ragazze - In questa zona dalle luci ingannevoli è il quartier generale dell'esercito dei pinguini, che ha rapito diverse ragazze per divertirsi un po'. Vanno distrutte le casse che le contengono ma evitate quelle contenenti i nemici.
- D-Miniera (tanuki, animale della mitologia giapponese) - distruggere 10 macchinari - attenzione ai crolli e alle esplosioni.

Gli ultimi due livelli si devono affrontare in ogni caso:
- 5-Mondo fatato (caramella gigante) - raccogliere 300 monete - caccia alle monete in mezzo alle nuvole, fra dolci e fatine ostili.
- 6-Mondo arabeggiante (Kaori) - arrivare al termine prima che scada il timer - Takosuke è scappato con la cassa. I Gun Wall tipici di Gradius bloccano il passo.

Livelli speciali:
- Boss Rush
  - compare fra un livello regolare e l'altro.
  - Vanno sconfitti alcuni boss dai precedenti capitoli prima che scada il tempo. Dopo averli battuti bisogna affrontare Yuko: una donna seduta su una conchiglia (una sorta di parodia della La nascita di Venere di Botticelli) e circondata da putti alati, i cui metodi di attacco sono una combinazione degli attacchi dei quattro boss affrontati subito prima.

- Spazio esterno
  - vi si può accedere solo dopo aver completato correttamente tutte le seguenti missioni: 1-2-A-C-5-6 + livello speciale.
  - Sono presenti tipi di nemici da tutto il gioco, più qualche versione mini di vecchi boss e qualche avversario nuovo. Il boss finale è una enorme stella femminilizzata con due gambe umane.

## Personaggi
Rispetto a Jikkyō Oshaberi Parodius ci sono solo otto coppie di personaggi tra cui scegliere, ma di queste cinque esistevano già e i personaggi accoppiati condividono anche lo stesso arsenale: c'è tuttavia qualche modifica nelle armi che utilizzano. Ogni personaggio ha la sua propria "voce".
- Coppie preesistenti: Vic Viper/Lord British; Michael/Gabriel; Koitsu/Aitsu; Hikaru/Akane; Mambo/Samba.
- Nuove coppie:
  - Ivan/Toby: questi due pinguini commando prendono il posto di Pentaro, hanno anche delle abilità abbastanza simili. Il loro nome è un gioco di parole con il nome del pinguino Iwatobi, una specie dalle caratteristiche lunghe "sopracciglia" gialle.
  - Shooting Star/Black Viper: la prima astronave viene dal gioco Twinbee Yahho! da cui riprende anche il pilota, Ace; la seconda è stata creata appositamente per questo gioco e non si sa nulla di più sul suo conto. Per usare le loro armi secondarie è necessario caricarle tenendo premuto il bottone di fuoco.
  - Option/Multiple: Option è una delle classiche anonime options di Vic Viper che ha preso vita e ha guadagnato una simpatica faccia. Ha anche un incredibile potere, quello di trasformarsi in altri personaggi della serie di Parodius (Koitsu e Michael) e nell'astronave dello sparatutto Konami Thunder Cross assumendone anche le abilità.